# Agglutinatie (biologie)
Agglutinatie is het samenklonteren van gesuspendeerde deeltjes. De term wordt in de geneeskunde gebruikt voor de samenklontering van cellen gesuspendeerd in een vloeistof of van bacteriën in het bloed door een antistof of agglutinine. 
Omdat het lichaam over verschillende agglutinen beschikt voor de afweer tegen verschillende ziekten kan het verschijnen van een agglutinerende antistof dienen als aanwijzing voor het bestaan van een bepaalde ziekte. De bepaling van bloedgroepen en van de resusfactor wordt ook met agglutinatietests gedaan. Een bloedtransfusie van een donor met een onverenigbare bloedgroep zal agglutinatie veroorzaken. Als een vrouw met een resus-negatieve bloedgroep een agglutinine tegen de resusfactor in het bloed bezit kan agglutinatie ontstaan van het bloed van het ongeboren kind.
Agglutinatie wordt ook gebruikt als laboratoriumtechniek (titerbepaling) om antistoffen tegen allerlei allergenen aan te tonen, door rode bloedcellen of latexbolletjes van vergelijkbare grootte te coaten met de stof waartegen de antistoffen gericht zijn, en na te gaan in welke verdunning het serum van een patiënt de bloedcellen of latexbolletjes nog doet samenklonteren. 
Elke bloedtransfusie is een transplantatie van levende bloedcellen. Deze cellen kunnen een agglutinatie reactie veroorzaken met mogelijk dodelijke gevolgen. Het is essentieel om tijdens een bloedtransfusie de juiste bloedgroep te geven. Ik simuleer onder de microscoop wat er gebeurt als men dit niet doet: er vindt een directe agglutinatie reactie plaats die dodelijke gevolgen met zich meebrengt.